# Cristóbal Pérez de Herrera
Cristóbal Pérez de Herrera (Salamanca, 1558-Madrid, 1620) fue un médico, militar, político y poeta español.

## Biografía
Nació en Salamanca, en 1558, en el seno de una familia de militares que había luchado en Europa con las tropas de los Reyes Católicos y de Carlos V.
Médico, político y poeta, había sido anteriormente protomédico de las galeras de España (1580); se preocupó de atender a los pobres y mendigos que abundaban en la mayoría de las grandes ciudades y de diferenciar los verdaderos de los falsos.
Durante su época de protomédico de galeras, doce años, cuenta él mismo que llegó a conquistar siete banderas a turcos, ingleses y franceses. Durante este periodo de médico militar, un disparo de arcabuz le atravesó un hombro y estuvo muy grave, pero gracias a su gran fortaleza, sobrevivió. Protagonizó hechos heroicos y pintorescos, que han sido narrados por Marañón.
Más tarde, dio un cambio radical a su vida. Su preocupación caritativa le surgió después de haber ejercido de médico en esos barcos. Las calamidades y desgracias que sufrían los condenados a galeras, los galeotes, le cambiaron la actitud ante la vida. Además de sus gestas militares, se empeñó en unificar los hospitales de Madrid, eligiendo el lugar y proyectando los planos del Hospital Provincial de Madrid de la [[calle Santa Isabel (Madrid)|calle Santa Isabel
En 1592 fue nombrado médico de la Casa y Corte de Felipe II. Ese mismo año empezó a escribir sobre el amparo de pobres, influenciado, entre otros, por su amigo Mateo Alemán.
Murió en la pobreza en Madrid, en 1620, al no reconocerle los servicios prestados a la nación. 

## Obras

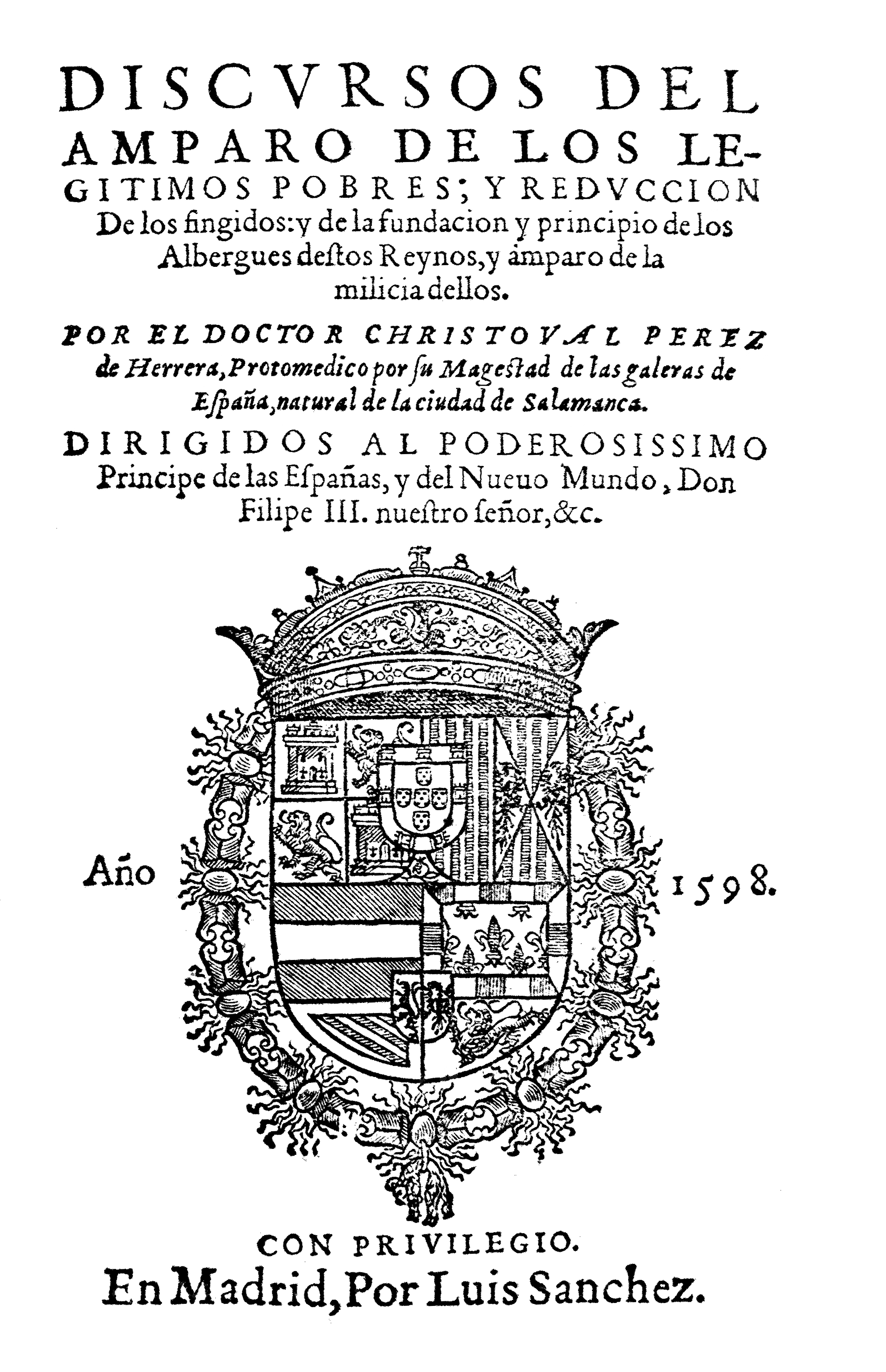
Portada del libro: Discursos del amparo de los legítimos pobres (1598).

Escribió cerca de 40 libros, algunos muy importantes, entre los que se encuentran: 
- Prouectoribus reminiscendi insinuans, in tres libros diuisum… (Madrid, 1614).
- Los Proverbios morales (1618).
- Eis magna distinctione
- Claritate modum discendi

Destaca entre ellos uno que fue un resumen de los conocimientos médicos de aquella época: 
- Compendivm totivs Medicinae ad tyrones (1614).

En su libro, Discursos del amparo de los legítimos pobres. Madrid: Luis Sánchez; 1598., Pérez de Herrera describe que había encontrado el sitio idóneo para edificar un albergue para los pobres. Era en el camino que iba a la iglesia de Nuestra Señora de Atocha, azotada por vientos saludables y con un arroyo cercano de aguas puras. Consideraba, además, que había la posibilidad de trasladar el Hospital General a dicho Albergue, pues había sitio suficiente.

"… en el albergue de Madrid espero en Nuestro Señor se fabricará dentro dél, en la mitad del sitio, el Hospital General, que con por favor divino se ha de acomodar y trasladar dentro, por ser el sitio muy capaz desta gran fábrica".
"Discursos del amparo de los legítimos pobres" (1598)

"… y en otros dos patios a las espaldas desta casa, que confinan con estos, se podrá trasladar el Hospital General desta Corte porque al presente esta en sitio muy estrecho y poco airoso, y más metido en la Villa de lo que conviene para la salud della.
"Discursos del amparo de los legítimos pobres" (1598)

La primera aportación de dinero: 9000 ducados, la recibió de la herencia del cardenal Gaspar de Quiroga, pues de los 1.900.000 ducados que dejó al morir, un tercio lo recibió el papa, otro el rey y el tercero lo dejó para sufragios y obras pías. Recibió, además, de la Junta de Policía, otros 7000 ducados de la renta de sisa de Madrid. Como no fue suficiente esta cantidad para realizar su proyecto, pues necesitaba más de 50.000 ducados, tuvo que  pedir limosna de puerta en puerta y hacer múltiples gestiones.
En sus escritos expone el funcionamiento y la economía de estos albergues. Distingue en ellos un sitio para los enfermos y ancianos, donde serían atendidos debidamente, y otro para los pobres. Sobre estos últimos era necesario, en primer lugar, separar los simuladores, de los pobres verdaderos pues hasta había espías de otros países extranjeros, que se camuflaban, disfrazados de menesterosos, y, lo que es peor, había quienes para mover a la caridad, y sacar más dinero, se producían autolesiones y hasta infligían heridas a sus propios hijos. A estos, hay que añadir los mutilados de las frecuentes guerras, la mayoría sin oficio ni beneficio.
Se preocupó también del amparo y formación de los niños abandonados o huérfanos; de la necesidad de obligar a los pobres que estaban sanos a trabajar en talleres; también dedica páginas a los pobres encarcelados; a los clérigos presos; a la redención de los cautivos; a los estudiantes pobres; así como "poner el remedio para corregir las vagabundas y delincuentes" (hubo un reformatorio de mujeres, en 1605-1606, con esta finalidad en un edificio anejo al Hospital General de Atocha de Madrid: se llamaba "Galera Real"). Aunque el proyecto tenía enfoque nacional, se centró sobre todo en Madrid.

## Una fuente documental: las cartas de la Real Biblioteca
En la Real Biblioteca se halla el grueso de la biblioteca privada del I conde de Gondomar, Diego Sarmiento de Acuña, embajador de Felipe III ante Jacobo I de Inglaterra. Dentro de la misma destaca el fondo documental de correspondencia, donde se encuentran diversas cartas del Dr. Pérez de Herrera y un memorial, de 1619, que llenan un vacío documental en su vida con respecto a las aportaciones biográficas anteriores. Reflejan la preocupación del doctor por llevar a la imprenta sus numerosos escritos y por obtener una plaza de médico de Cámara por Borgoña. Se comenta esta documentación en el contexto de los memoriales anteriores conocidos y se editan el memorial y dos cartas de Herrera a Gondomar sobre él, además de referir otra documentación madrileña sobre su vida y escritos.